# Fetije Kasaj
Fetije Kasaj (28 de octubre de 1985) es una deportista albanesa que compitió en halterofilia. Ganó una medalla de plata en el Campeonato Europeo de Halterofilia de 2006, en la categoría de 58 kg.

## Palmarés internacional
| Campeonato Europeo | Campeonato Europeo     | Campeonato Europeo | Campeonato Europeo |
| Año                | Lugar                  | Medalla            | Categoría          |
| ------------------ | ---------------------- | ------------------ | ------------------ |
| 2006               | Władysławowo (Polonia) | Medalla de plata   | 58 kg              |